# 深海ゆずは
深海 ゆずは（ふかみ ゆずは）は日本の作家。

## 経歴
射手座のB型。第2回角川つばさ文庫小説賞一般部門で大賞受賞し、作家デビューする。
代表作に「こちらパーティー編集部っ！」「スイッチ！」がある。

## 人物
好きな言葉は、｢想像力より高く飛べる鳥はいない｣｢迷った時には、前に出ろ｣。